# Fritz Klatte
Fritz Klatte (* 28. März 1880 in Diepholz, Deutschland; † 11. Februar 1934 in Klagenfurt, Österreich) war ein deutscher Chemiker und industrieller Entwickler (gemeinsam mit den Chemikern Emil Zacharias und Adolf Rollett) von Polyvinylchlorid (PVC), auf das er ein deutsches Patent (GP 281687 1912) zur Aufbereitung aus Ethin hatte.
Polyvinylchlorid (PVC) bzw. Vinylchlorid wurde von dem französischen Physiker Henri Victor Regnault gefunden. Klatte erfand den Produktionsprozess, konnte ihn aber nie kommerziell erfolgreich vermarkten. Klatte wird manchmal auch fälschlicherweise als Erfinder des PVC angesehen.
Klatte absolvierte ab 1896 in Berlin eine Apothekerausbildung und studierte ab 1902 Pharmazie und Chemie. Er wurde 1907 in Tübingen promoviert (Über den Benzoylacetonoxalester). 1908 wurde er Chemiker bei Griesheim-Elektron in Frankfurt am Main, die später zu Hoechst gehörten. Dort suchte er nach einem Ersatz von Celluloid für die Produktion von Filmen, Kämmen, Knöpfen und anderem. 1912 stellte er Vinylchlorid, den Ausgangsstoff von PVC, aus Acetylen und Salzsäure dar und fand 1913 mit seinen Kollegen Emil Zacharias und Adolf Rollett einen technischen Produktionsprozess für PVC, auf den sie ein Patent anmeldeten. Es ergab sich aber kein marktreifes Produkt und die Firma Griesheim gab 1926 die Patente auf, so dass andere Firmen an der Weiterentwicklung arbeiten konnten. Erfolg hatten 1934 BASF und die IG-Farben (zu denen BASF und Griesheim gehörten), die 1935 die PVC-Produktion aufnahmen.
Er erkrankte 1917 an Tuberkulose und starb 1934 an den Folgen dieser Krankheit in einem Sanatorium in Klagenfurt.